# Ruislip (metropolitana di Londra)
La stazione di Ruislip è una stazione della metropolitana di Londra che si trova sulla diramazione di Uxbridge delle linee Metropolitan e Piccadilly.

## Storia
La stazione di Ruislip è stata aperta nel luglio del 1904 dalla Metropolitan Railway (MR, all'epoca la Harrow and Uxbridge Railway), unica fermata intermedia tra Harrow-on-the-Hill e Uxbridge. Nel 1905 la linea è stata elettrificata.
A marzo 1910 la linea District ha cominciato il servizio di collegamento tra Rayners Lane e Uxbridge, che è stato mantenuto fino a ottobre del 1933 per essere sostituiti dai treni della linea Piccadilly.
Ad agosto 1964 è cessato il servizio merci.

## Strutture e impianti
Ad agosto del 2000 l'edificio della stazione è diventato un monumento classificato di grado II.
Ruislip è compresa nella sesta zona tariffaria della metropolitana londinese.

## Interscambi
Nelle vicinanze della stazione effettuano fermata alcune linee urbane automobilistiche, gestite da London Buses.
- Fermata autobus

## Galleria d'immagini

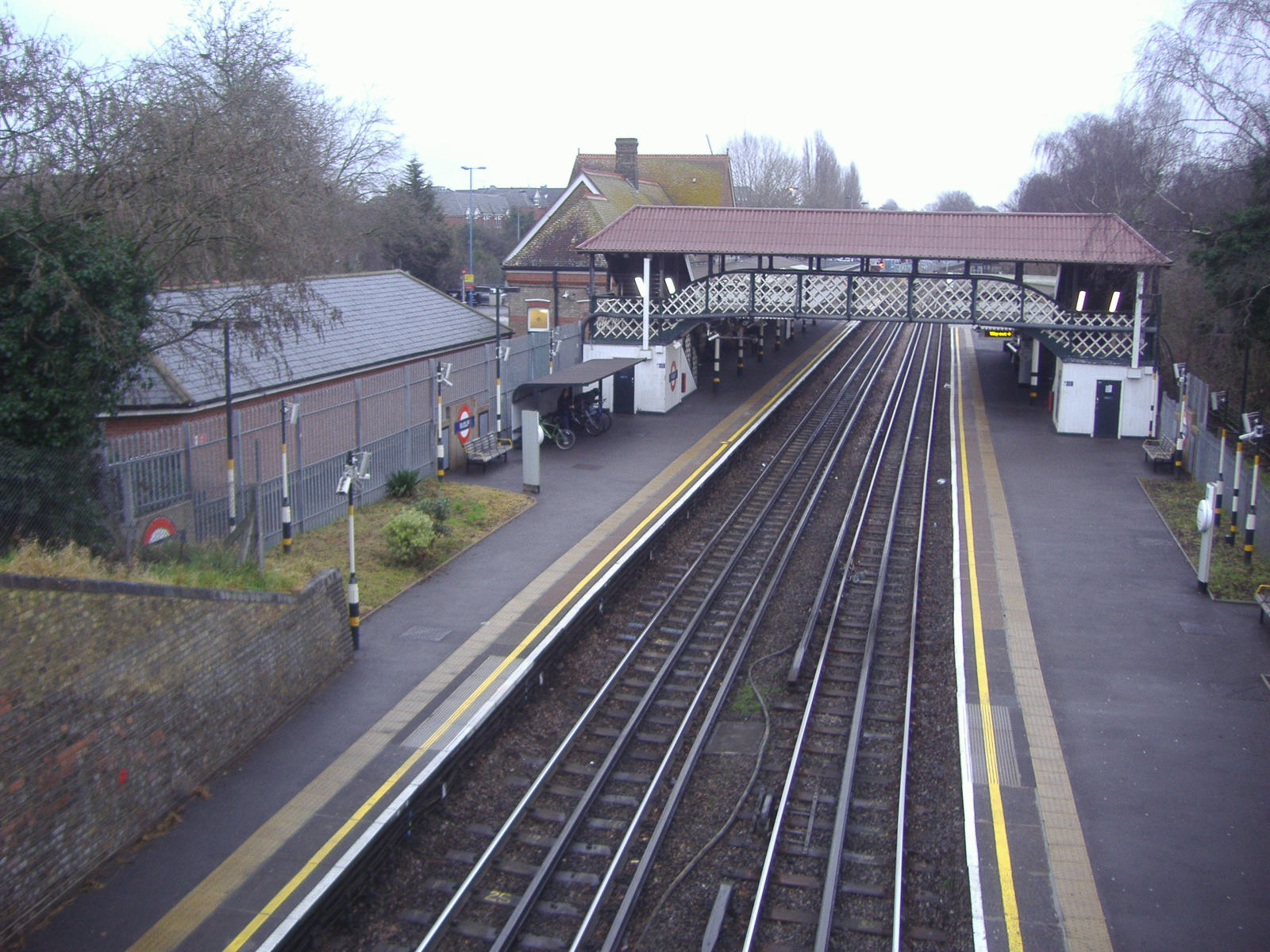
Passerella pedonale per l'accesso ai binari
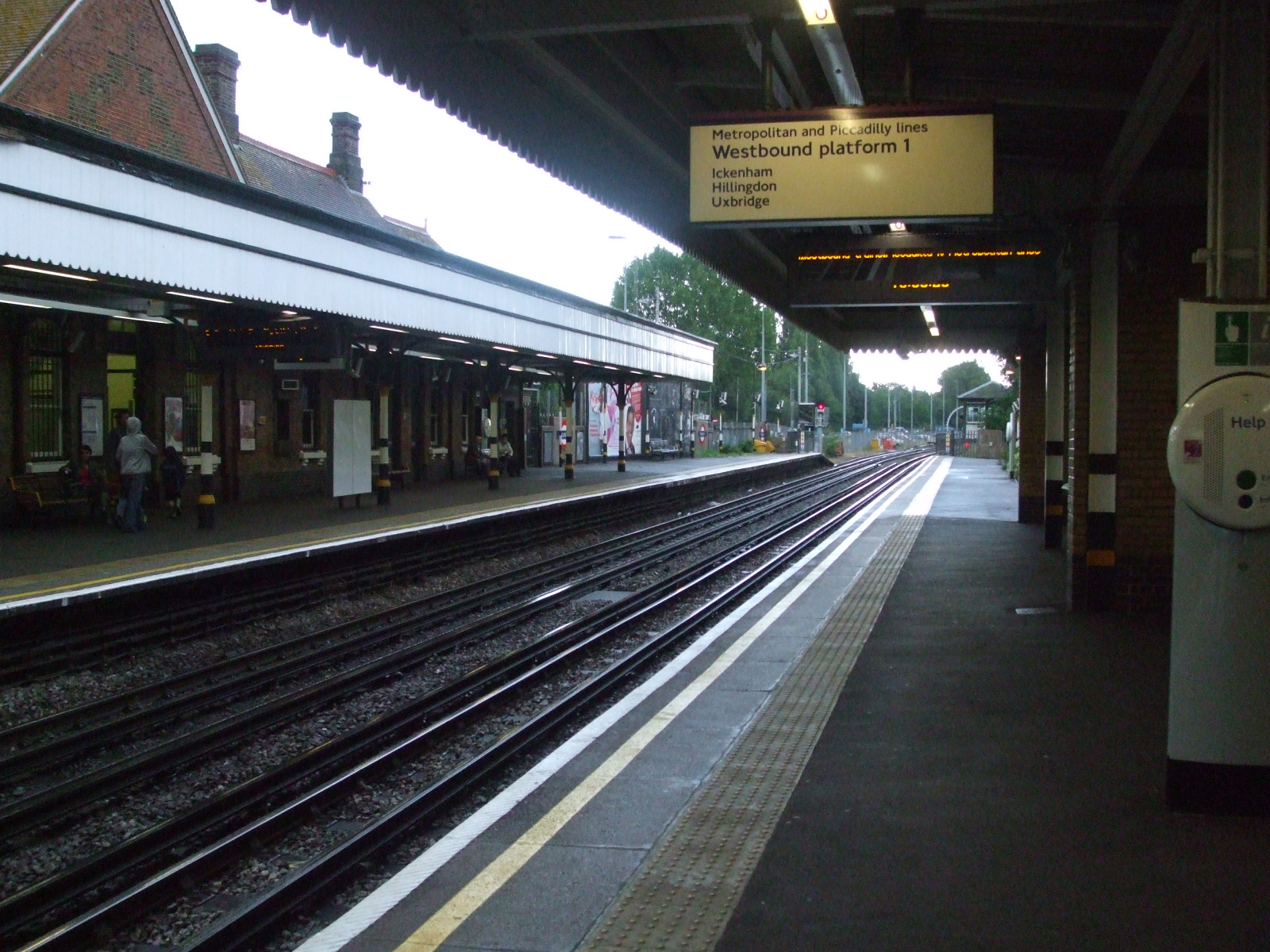
Il binario ovest
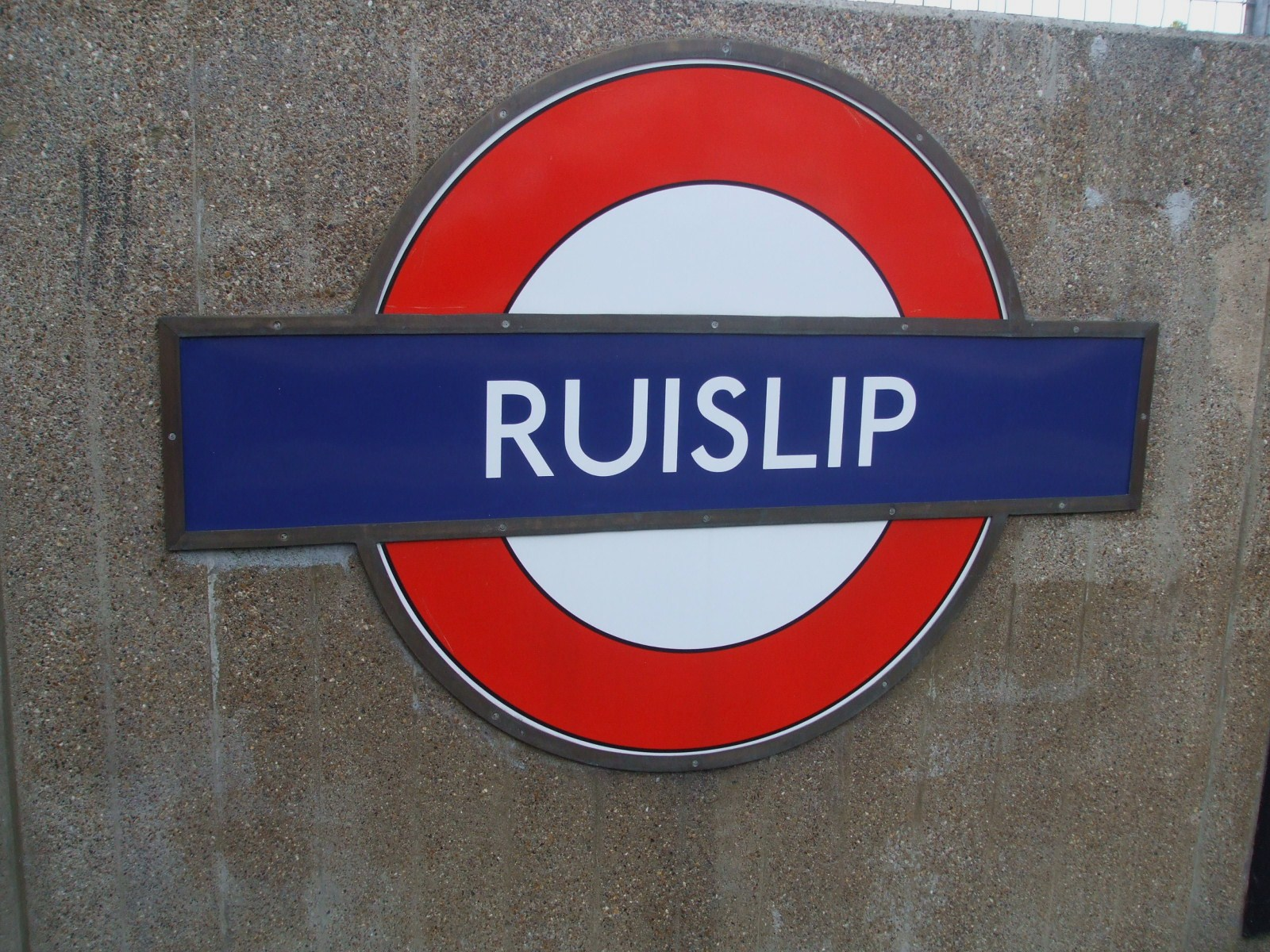
Il simbolo dell'Underground nella stazione di Ruislip
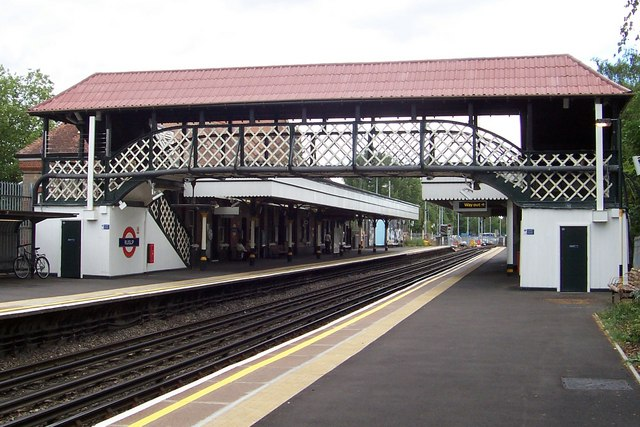
La passerella pedonale
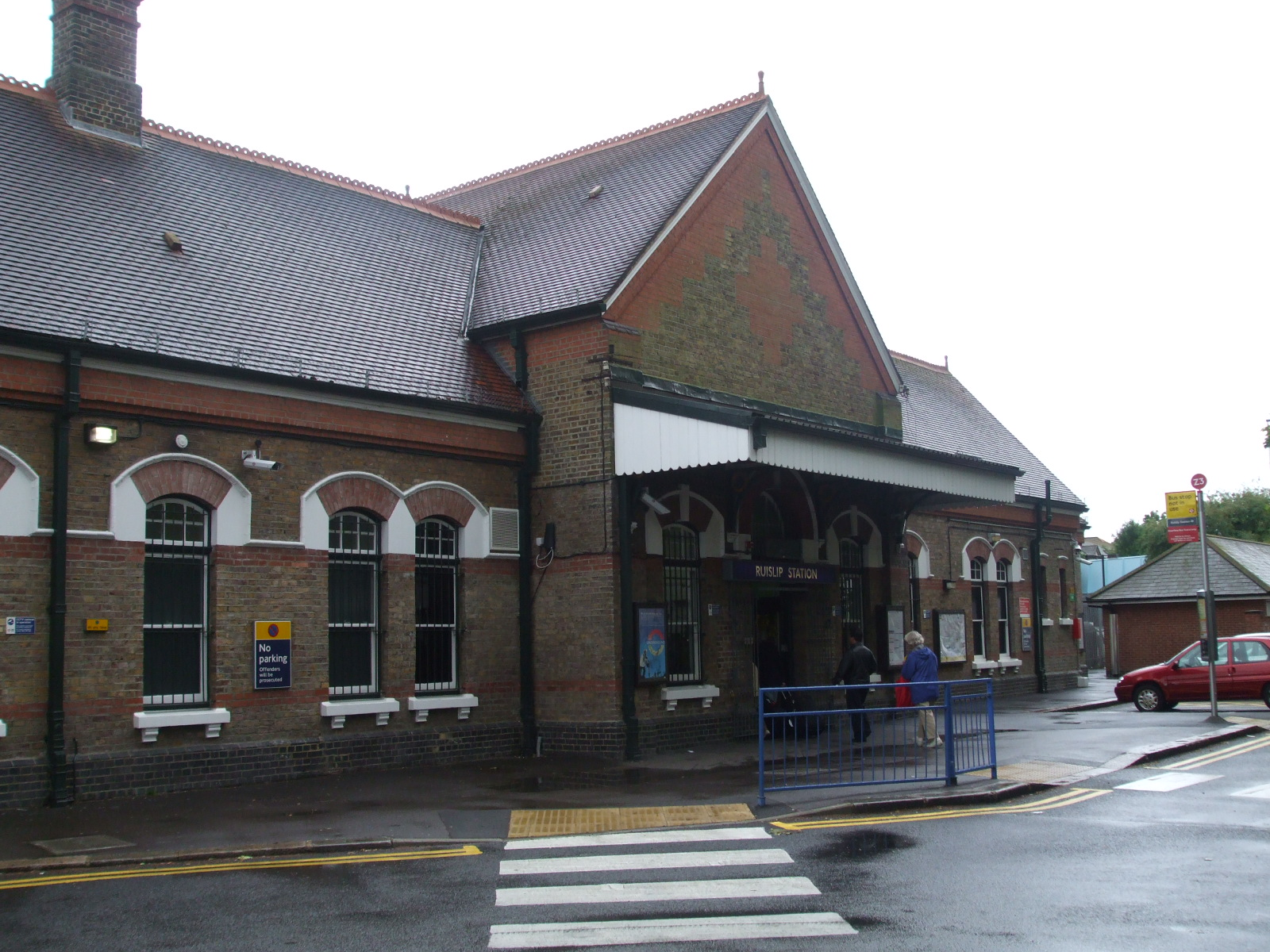
L'edificio della stazione